# 金永蘭
金 永蘭(김영란、キム・ヨンラン、1894年 - 1922年7月12日）は朝鮮の独立運動家。
平安南道順川市出身でキリスト教徒という点以外の家庭環境や成長過程は不明である。
1919年に三・一運動が起きた時は順川地域の万歳デモに参加した。以後国内外で軍資金募集やテロのための秘密結社組織が結成される時、近郊の成川郡出身の최병갑・김병항などと秘密結社숭의단を組織した。숭의단は地域の有力者と富豪を訪問し、半強制的に軍資金を募集して上海市の大韓民国臨時政府に送った。
숭의단は平南价川郡で組織された空星團と連携後、独立運動資金募集に拍車をかけ、日本警察の追跡を受けるようになり、翌年박돈수の逮捕をきっかけに5月29日成川で최병갑とともに逮捕された。1922年に平壌刑務所で死刑が執行された。
1995年、建国勲章独立章が追贈された。

## 参考サイト
- 大韓民国国家報勲処, 이 달의 독립 운동가 상세자료 - 김영란, 1997년[リンク切れ]
- 공훈전자사료관, 유공자 정보 - 김영란[リンク切れ]